# Ауэршперг, Йозеф Франц Антон фон
Йозеф Франц Антон фон Ауэршперг (нем. Joseph Franz Anton von Auersperg; 31 января 1734, Вена, Эрцгерцогство Австрия, Габсбургская монархия — 21 августа 1795, Пассау, Пассауское епископство, Священная Римская империя) — австрийский и немецкий кардинал. Епископ Лаванта с 31 января 1763 по 31 января 1773. Епископ Гурка с 31 января 1773 по 25 июня 1784. Князь-епископ Пассау с 25 июня 1784 по 21 августа 1795. Кардинал-священник с 30 марта 1789 по 21 августа 1795.